# لودویگ ماتیاس لیندمن
لودویگ ماتیاس لیندمن (انگلیسی: Ludvig Mathias Lindeman; 28 november 1812 – ۱۱ مارس ۱۸۸۷ (۷۴ ساله)) آهنگساز، موسیقی‌دان، و مربی موسیقی اهل نروژ بود.